# Lámpara de carburo

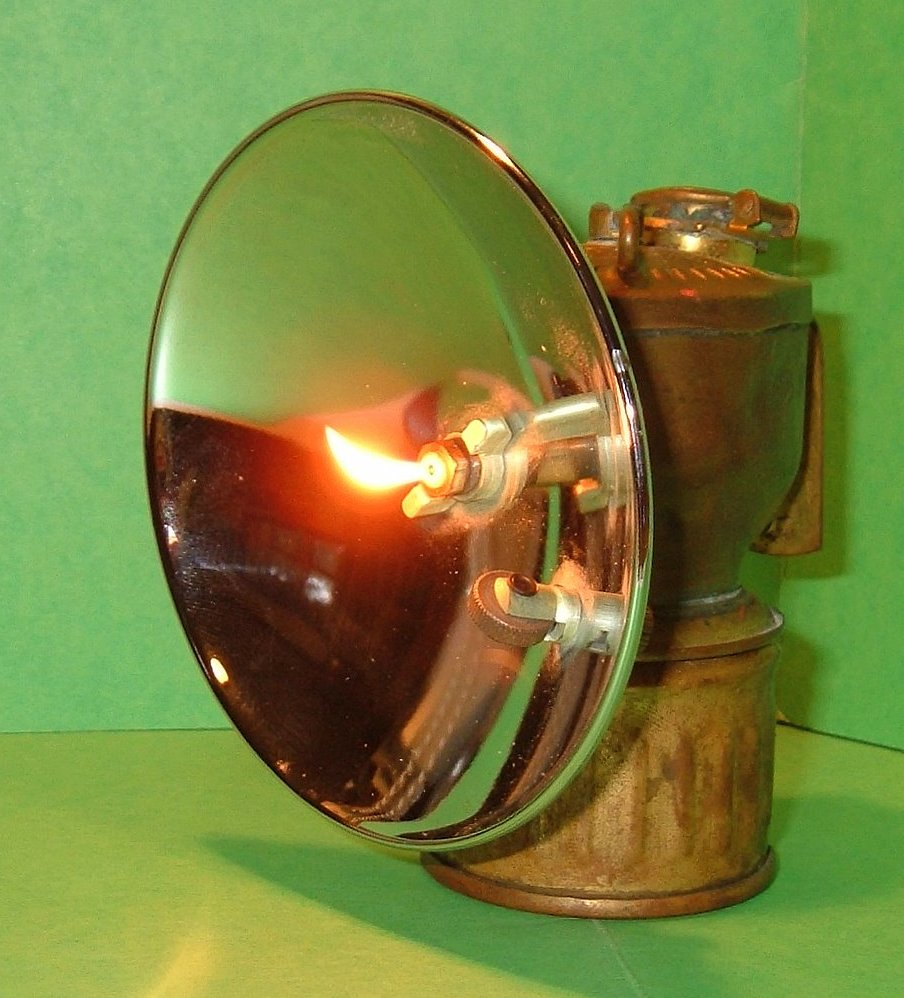
Lámpara de carburo tradicional.

Una lámpara de carburo, también conocida como lámpara de gas acetileno, carburera, carburero o candil, es un dispositivo de iluminación a gas. El aparato permite obtener una llama muy luminosa producida con la ignición del gas acetileno (C2H2) que se genera por la reacción química exotérmica entre el carburo de calcio (CaC2) y agua. La lámpara consta de dos compartimientos que se cargan con ambos reactivos (agua en el superior y carburo de calcio en el inferior). Un elemento de regulación (generalmente un grifo) permite aportar controladamente pequeñas cantidades de agua al carburo, produciéndose el gas acetileno que se quema en una boquilla que puede estar provista de un reflector parabólico.
Los modelos tradicionales llevan la boquilla, con o sin reflector, adosada al propio aparato.

## Historia

Enrique E. Alexandre. Ingeniero de minas. Inventor de la lámpara de acetileno

La lámpara de carburo o acetileno fue inventada por Enrique Alexandre y Gracián en Barcelona en 1897, y patentada en 1899 con el número de registro 19607, según consta en la publicación Núm. 15- 7 de octubre de 1899 INDUSTRIA E INVENCIONES tomo XXXII -117, página 122, sección "Registro de Patentes", consultable en los archivos de la Biblioteca Nacional de España.  Fue presentada en la exposición universal de París de 1900, según consta en el registro de dicha exposición: Grupo 12, Clase 75. Aparatos para la producción del gas acetileno, mecheros y lámparas. El aparato tiene la patente de invención de 10 de mayo de 1899 y se denomina Universal, Catálogo de los expositores de España, 1900, p. 228.
El primer carburero de calcio fue desarrollado en los EE. UU. en Nueva York el 28 de agosto de 1900 por Frederick Baldwin.
Primeramente fue empleado en la minería y su uso se ha difundido también en otras actividades como la espeleología, la pesca o el senderismo. Con menos de un litro de agua y carburo de calcio puede obtenerse iluminación para más de 24 horas.

## Aplicación en espeleología
El uso extendido de estos aparatos como iluminación principal en la espeleología de las últimas décadas ha posibilitado diversas evoluciones y mejoras tanto en el sistema de regulación del aporte de agua (modelos atmosféricos, de autopresión o de inyección por bomba de caucho) como en su construcción (acero, acero inoxidable, aluminio, polietileno) y seguridad (válvulas y circuitos de seguridad contra excesos de presión).
Estos modelos, de calidad muy superior a los tradicionales, queman el acetileno en una boquilla instalada junto a un reflector en el casco, donde se consigue la ignición del gas con un encendedor piezoeléctrico. Dicha boquilla, de cerámica, está conectada con el carburero (que el espeleólogo lleva colgando en la cintura) mediante una manguera. De este modo, el espeleólogo sólo tiene que manipular el sistema para el encendido o para regularlo, teniendo las manos libres el resto del tiempo.

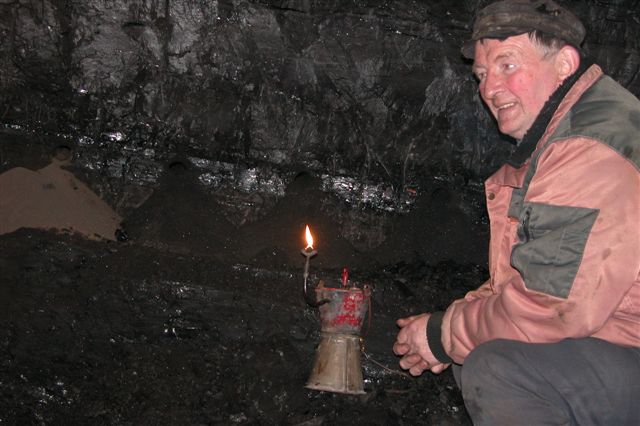
Lámpara de carburo utilizada en una mina.

Su uso reportaba una serie de ventajas hasta no hace mucho:
- Proporciona una iluminación uniforme, cálida y agradable en torno al explorador.
- Tiene gran autonomía con un bajo coste, en contra de las lámparas eléctricas convencionales (incandescentes y halógenas).
- Es una fuente de calor, al ser la reacción agua-carburo exotérmica. Esto se agradece para estancias prolongadas en las cavidades, como ayuda para combatir la hipotermia.
- Es un dispositivo robusto y simple, que resiste bien la dureza de la exploración subterránea y normalmente permite una rápida reparación con herramientas básicas.

Entre sus inconvenientes se encuentra el residuo que se genera tras la reacción química, que es básicamente cal con impurezas. El residuo debe retirarse del compartimiento del carburo cada cierto tiempo, y recargarse por combustible nuevo. Frecuentemente es necesario limpiar el carburero mientras se está en la cueva, lo que requiere cuidado para no ensuciar el entorno, así como la necesidad de transportar el desecho al exterior para no contaminar el medio ambiente cavernícola.
A su vez, la mala combustión puede generar hollín en torno a la llama, pudiendo manchar las paredes o techo de la cavidad en pasos estrechos, si no se hace una progresión cuidadosa. Igualmente, requiere de una segunda iluminación de apoyo eléctrica que sea más o menos estanca, que no se apague en zonas de fuerte goteo donde la llama de acetileno sí lo haría.
La rápida evolución de las iluminaciones eléctricas de LED, con un notable aumento de la autonomía y la calidad de la luz, está reduciendo el uso de las lámparas de carburo como iluminación principal en espeleología.